# Kozie Skały (Tatry Bielskie)
Kozie Skały – grupa skał w Dolinie Czarnej Rakuskiej w Tatrach Bielskich na Słowacji. Zbudowane są ze skał węglanowych. Znajdują się w jej górnej części zwanej Doliną do Siedmiu Źródeł na grzędzie oddzielającej Lawinowy Żleb (orograficznie po jej lewej stronie) i Owczy Żleb (po prawej stronie grzędy). Grzęda w dolnej części jest porośnięta lasem. Kozie Skały wznoszą się w jej górnej części powyżej lasu. Poniżej lasu znajduje się polana ze Schroniskiem pod Szarotką.